# Simon Pimenta
Simon Ignatius Pimenta  (Marol, 1. ožujka 1920. – Mumbai, 19. srpnja 2013.), indijski kardinal i nadbiskup Mumbaija.

## Životopis
Pimenta je zaređen za svećenika 21. prosinca 1949. Prije dolaska u Rim na studij na Papinskom fakultetu svetog Petra Apostola, on je služio kao pomoćnik župnika u Mumbaiju. Godine 1954., Pimenta diplomira kanonsko pravo na Papinskom sveučilištu Urban. Dana 5. lipnja 1971. papa Pavao VI. je imenovao Pimenta za pomoćnog biskupa u Mumbaiju. 
Papa Pavao VI. me imenovan pomoćnim nadbiskupom 26. veljače 1977. Dana 11. rujna 1978. godine naslijedio Valeriana Graciasa kao nadbiskup Mumbaija. Obnašao je dužnost predsjednika Indijske biskupske konferencije.
Papa Ivan Pavao II. ga je uzdigao na rang kardinala-svećenika 28. lipnja 1988. s naslovnom crkvom u Santa Maria Regina Mundi Torre Spaccata. Postao je nadbiskup emeritus Mumbaija 8. studenog 1996. godine. Umro je 19. srpnja 2013. godine.